# Lobosceliana spectrum
Lobosceliana spectrum är en insektsart som först beskrevs av Henri Saussure 1887.  Lobosceliana spectrum ingår i släktet Lobosceliana och familjen Pamphagidae. Inga underarter finns listade i Catalogue of Life.